# Amata sinensis
Amata sinensis là một loài bướm đêm thuộc phân họ Arctiinae, họ Erebidae.